# 賽·史尼德
賽·羅伯特·史尼德（英語：Cy Robert Sneed，1992年10月1日—）是日本职业棒球联盟（NPB）东京养乐多燕子队的美国职业棒球投手。他在 2019年和2020 年为休斯顿太空人队效力于美国职业棒球大联盟(MLB)。

## 職棒生涯成績

### 美國職棒
| 年度 | 球隊         | 出賽 | 先發 | 勝投 | 敗投 | 中繼 | 救援 | 完投 | 完封 | 三振 | 四死 | 責失 | 投球局數 | 自責分率 | 被上壘率 |
| ---- | ------------ | ---- | ---- | ---- | ---- | ---- | ---- | ---- | ---- | ---- | ---- | ---- | -------- | -------- | -------- |
| 2019 | 休士頓太空人 | 8    | 0    | 0    | 1    | 0    | 0    | 0    | 0    | 23   | 5    | 13   | 21.1     | 5.48     | 1.45     |
| 2020 | 休士頓太空人 | 18   | 0    | 0    | 3    | 3    | 0    | 0    | 0    | 21   | 10   | 11   | 17.1     | 5.71     | 1.85     |
| 合計 | 2年          | 26   | 0    | 0    | 4    | 3    | 0    | 0    | 0    | 44   | 15   | 24   | 38.2     | 5.59     | 1.63     |

### 日本職棒
| 年度 | 球隊           | 出賽 | 先發 | 勝投 | 敗投 | 中繼 | 救援 | 完投 | 完封 | 三振 | 四死 | 責失 | 投球局數 | 自責分率 | 被上壘率 |
| ---- | -------------- | ---- | ---- | ---- | ---- | ---- | ---- | ---- | ---- | ---- | ---- | ---- | -------- | -------- | -------- |
| 2021 | 東京養樂多燕子 | 13   | 13   | 6    | 2    | 0    | 0    | 0    | 0    | 69   | 23   | 26   | 68.2     | 3.41     | 1.25     |
| 2022 | 東京養樂多燕子 | 23   | 23   | 9    | 6    | 0    | 0    | 0    | 0    | 96   | 26   | 52   | 132.1    | 3.54     | 1.63     |
| 2023 | 東京養樂多燕子 | 23   | 23   | 7    | 8    | 0    | 0    | 2    | 2    | 44   | 15   | 55   | 135.0    | 3.67     | 1.25     |
| 合計 | 3年            | 59   | 59   | 22   | 16   | 0    | 0    | 2    | 2    | 268  | 85   | 133  | 336.0    | 3.56     | 1.24     |

## 生涯

### 业余
史尼德就讀於愛達荷州特溫福爾斯的Twin Falls高中。 2011 年，也就是他大四那年，Sneed取得9勝0敗的戰績，防禦率為1.36，還擊出11支全壘打和38分打點。他帶領球隊贏得4A級別的州冠軍。 史尼德被評選為當地時報年度最佳球員，以及愛達荷州Gatorade棒球年度最佳球員。
2011年，德州游騎兵在MLB選秀的第35輪選中史尼德，但他選擇前往達拉斯浸信會大學(Dallas Baptist University)參加NCAA棒球比賽。他在2013年夏天與海尼斯港灣雀鳥隊(Hyannis Harbor Hawks)在開普科德棒球聯盟(Cape Cod Baseball League)打球。在2014年作為達拉斯浸信會大學的大三學生，史尼德在104局投球中擁有8勝3敗的戰績，防禦率為3.55，並奪得82次三振。

### 密尔瓦基酿酒人队
2014年，密爾瓦基釀酒人在大聯盟選秀會的第三輪選中 史尼德，並和他簽下了合約。簽約後，他被分配到赫倫娜釀酒人隊，並在11場比賽中取得0勝2敗，防禦率為5.92。史尼德在2015年的上半季與威斯康辛州的 Timber Rattlers 隊共度，15場比賽中取得3勝7敗，防禦率為2.68，並被選為中西部聯盟全明星隊成員。他在下半季加入布雷瓦德縣海牛隊，出賽11場比賽拿下3勝4敗，防禦率為2.47。

### 休斯顿太空人队
2015年11月19日，釀酒人交易史尼德給休士頓太空人換取Jonathan Villar。 他在2016年與Corpus Christi Hooks度過整個賽季，共出賽25場比賽，取得6勝5敗，防禦率4.04。 2017年，他先後為Corpus Christi和Fresno Grizzlies投球，總共出賽26場比賽（18次先發），獲得10勝6敗，防禦率5.97和1.59的WHIP。他在2018年重返Fresno。2019年，史尼德在Round Rock Express開季，被選為太平洋岸聯盟全明星隊成員。他在81.2局中取得7勝6敗，防禦率4.19。
2019年6月27日，太空人队將史尼德晉升到大聯盟。在2019年的休士頓，史尼德在21.1局中拿下了0勝1負，防禦率為5.48。在2020年，他在18場救援出場中拿下0勝3敗，投球局數為17.1局，三振21名打者，防禦率為5.71。

### 东京养乐多燕子
2020年12月2日，休士頓太空人隊請求釋出史尼德，以便他能夠與日本職業棒球聯盟東京養樂多燕子隊簽約。他重新签约續留至2023年球季。

## 个人生活
史尼德有一個哥哥Zeb，他們出生在內華達州的埃爾科市。他們的父親是內華達州公路巡邏隊的中士，在2007年為了讓史尼德和他哥哥可以加入一支較強的高中棒球隊而降職調動全家搬到了Twin Falls。史尼德是他家族中第三個被MLB選秀的成員，他的父親曾經打過大學棒球，但沒有與職業球隊簽約，他的哥哥曾經被選秀並職業打球。
史尼德和他的妻子Hannah於2014年11月結婚。他是一個熱愛戶外運動的人，喜歡狩獵和釣魚。